# Ofoten
Ofoten (samisk Ufuohttá) er en region i Nordland og omfatter kommunerne Ballangen/Bálák, Evenes/Evenássje, Lødingen, Narvik/Hierggenjárgga, Tjeldsund og Divtasvuodna/Tysfjord. Lødingen hører geografisk med til Ofoten, selv om kommunen de senere år har orienteret sig mere mod Vesterålen administrativt.

## Tidligere kommune
Ofoten er også navnet på en tidligere kommune. Kommunen dækkede nutidens Narvik kommune og størstedelen af Evenes og Ballangen kommuner.
1. januar 1884 blev Ofoten kommune delt op i Evenes (Evindnæs) og Ankenes kommuner. Ankenes svarer til det som i dag er Narvik kommune.
1. juli 1925 blev Evenes kommune delt op i Evenes og Ballangen kommuner.
68°19′00″N 15°59′59″Ø / 68.31679°N 15.99976°Ø